# 乔治·奥贝尔韦格
乔治·奥贝尔韦格（義大利語：Giorgio Oberweger，1913年12月22日—1998年10月14日），意大利男子田径运动员。他曾代表意大利参加1936年和1948年夏季奥林匹克运动会田径比赛，其中在1936年奥运会获得一枚铜牌。